# Eric Walter Elst
Eric Walter Elst (Mortsel, 1936. november 30. – Antwerpen, 2022. január 2.) belga csillagász. Több mint 3000 kisbolygó felfedezése köthető a nevéhez.

## Munkássága
Legfontosabb felfedezései közé tartozik a 4486 Mithra földközeli kisbolygó, a 7968 Elst-Pizarro, amely kisbolygó és üstökös is egyben, valamint 25, Trójai csoportba tartozó aszteroida.
Munkája elismeréséül a 3936 Elst kisbolygó viseli a nevét.
| Felfedezett kisbolygók: 3490 (néhány főbb:) | Felfedezett kisbolygók: 3490 (néhány főbb:) | Felfedezett kisbolygók: 3490 (néhány főbb:) |
| ------------------------------------------- | ------------------------------------------- | ------------------------------------------- |
| 4486 Mithra                                 | 1987. szeptember 22.                        | Apollo aszteroida                           |
| 7968 Elst-Pizarro                           | 1996. július 14.                            | egyben üstökös                              |
| 8191 Mersenne                               | 1993. július 20.                            | Mersenne-prímek                             |
| 15745 Yuliya                                | 1991. augusztus 3.                          | Amor típusú kisbolygók                      |
| 21088 Chelyabinsk                           | 1992. január 30.                            | Amor típusú kisbolygók                      |
| 52387 Huitzilopochtli                       | 1993. július 20.                            | Amor típusú kisbolygók                      |
|                                             |                                             |                                             |